# Hans Theilig
Hans Theilig (Hamburgo, 12 de agosto de 1914 - Hamburgo, 6 de outubro de 1976) foi um handebolista e treinador de campo alemão, campeão olímpico.
Fez parte do elenco campeão olímpico de handebol de campo nas Olimpíadas de Berlim de 1936.